# Eugenia longicuspis
Espèce
Statut de conservation UICN

 VU D2 : Vulnérable
Eugenia longicuspis est une espèce de plantes à fleurs de la famille des Myrtaceae. C'est un arbre originaire du nord du Pérou. Il pousse en milieu tropical humide.

## Publication originale
- Fieldiana, Botany 29(3): 211. 1956.